# Masaki Miyasaka
Masaki Miyasaka (jap. 宮阪 政樹 Miyasaka Masaki; ur. 15 lipca 1989) – japoński piłkarz występujący na pozycji pomocnika. Obecnie występuje w Matsumoto Yamaga FC.

## Kariera klubowa
Od 2012 roku występował w klubach Montedio Yamagata i Matsumoto Yamaga FC.